# Aeropuerto Internacional Hanthawaddy
El Aeropuerto Internacional Hanthawaddy (en birmano: ဟံသာဝတီအပြည်ပြည်ဆိုင်ရာလေဆိပ်) es un nuevo aeropuerto internacional que se construirá en la región de Bago, Myanmar (Birmania), que se encuentra a unos 50 millas (80 km) de distancia de Yangón. El proyecto se inició en 2001, pero fue detenido posteriormente. El sitio propuesto para el aeropuerto tiene una superficie bruta de 41 832,42 kilómetros cuadrados (16 151,59 millas).
El gobierno de Myanmar ha anunciado su plan para reiniciar el proyecto en 2012 para satisfacer sus desarrollos futuros. Un consorcio liderado por la Corporación del Aeropuerto Internacional de Incheon (IIAC), incluyendo varias empresas de Corea del Sur ganaron el contrato para su terminación.